# Dessia
Dessia ist eine Ortschaft und eine Commune déléguée in der französischen Gemeinde Montlainsia mit 65 Einwohnern (Stand 1. Januar 2022) im Département Jura in der Region Bourgogne-Franche-Comté. Dessia ist landwirtschaftlich geprägt.
Die Gemeinde Dessia grenzte im Norden an Dramelay, im Osten an Valfin-sur-Valouse und im Westen an Lains.

## Geschichte
1822 übernahm Dessia die bisherige Gemeinde Granges-de-Dessia.
Am 1. Januar 2017 wurde die Gemeinde Dessia mit Lains und Montagna-le-Templier zur neuen Gemeinde Montlainsia zusammengeschlossen. Sie gehörte zum Arrondissement Lons-le-Saunier und zum Kanton Saint-Amour.

### Bevölkerungsentwicklung
| Jahr      | 1962 | 1968 | 1975 | 1982 | 1990 | 1999 | 2008 | 2017 |
| --------- | ---- | ---- | ---- | ---- | ---- | ---- | ---- | ---- |
| Einwohner | 83   | 83   | 83   | 72   | 61   | 70   | 81   | 66   |